# Củng Kim Âu

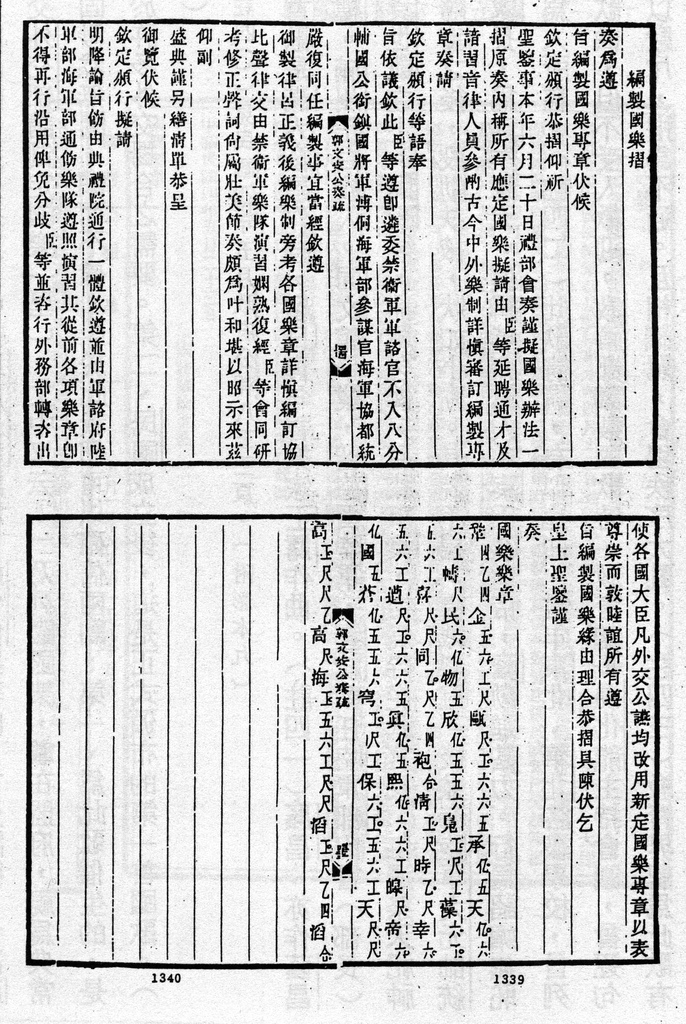
Tài liệu chính quyền với Công xích phổ

Củng Kim Âu (giản thể: 巩金瓯; phồn thể: 鞏金甌; bính âm: Gǒng Jīn'ōu; Wade–Giles: Kung3 Chin1-ou1, IPA: [kʊ̀ŋ tɕín.óu]) là quốc ca chính thức đầu tiên của Trung Quốc. Quốc ca được sáng tác và sử dụng trong triều đại nhà Thanh từ năm 1911 đến năm 1912 sau khi Trung Hoa Dân Quốc được thành lập.

## Lịch sử
Giai đoạn đầu do Phổ Đồng (tiếng Trung: 溥侗), là quan chức cao cấp trong Thị vệ. Lời bài hát, trong Văn ngôn, được viết bởi Nghiêm Phục, Tư lệnh Hải Quân Thanh triều. Củng Kim Âu được phê chuẩn vào ngày thứ 13 tháng 8 năm Phổ Nghi thứ 3 (4/10/1911). Tuy nhiên, khởi nghĩa Vũ Xương nổ ra ngay sau đó 6 ngày, dẫn đến sự kết thúc của Nhà Thanh và thành lập Trung Hoa Dân Quốc 1/1/1912 và Hoàng đế Phổ Nghi thoái vị ngày 12 tháng 2 năm 1912. Bài hát bị chấm dứt từ đó. Bài hát đồng thời thể hiện sự ngợi ca Thanh triều nên còn được gọi là Hoàng gia ca.

## Lời
| Chữ Hán phồn thể                                                                           | Chữ Hán giản thể                                                                           | Bính âm Hán ngữ | Hán Việt | Tiếng Việt |
| ------------------------------------------------------------------------------------------ | ------------------------------------------------------------------------------------------ | --- | --- | --- |
| 鞏金甌， 承天幬， 民物欣鳧藻， 喜同袍， 清時幸遭。 真熙皞， 帝國蒼穹保。 天高高， 海滔滔。 | 巩金瓯， 承天帱， 民物欣凫藻， 喜同袍， 清时幸遭。 真熙皞， 帝国苍穹保。 天高高， 海滔滔。 | Gǒng Jīn'ōu Chéng tiān chóu, Mínwù xīn fúzǎo, Xǐ tóng páo, Qīng shí xìngzāo. Zhēn xī hào, Dìguó cāngqióng bǎo. Tiān gāogāo, Hǎi tāotāo. | Củng kim âu, Thừa thiên đáo, Dân vật hân phù tảo, Hỉ đồng bào, Thanh thời hạnh tao. Chân hi hạo, Đế quốc thương khung bảo. Thiên cao cao, Hải thao thao. | Vững Âu Vàng, Dưới màn trời, Dân no ấm vui như vịt được rong, Vui đồng bào, Nhà Thanh gặp thời may. Thật sáng sủa/(thật sướng vui) Đế quốc trời cao che chở. Trời cao cao, Biển cuồn cuộn |

## Tập tin âm thanh
- Không lời Phương tiện:Cn-12.mid